# شتاب بزرگ

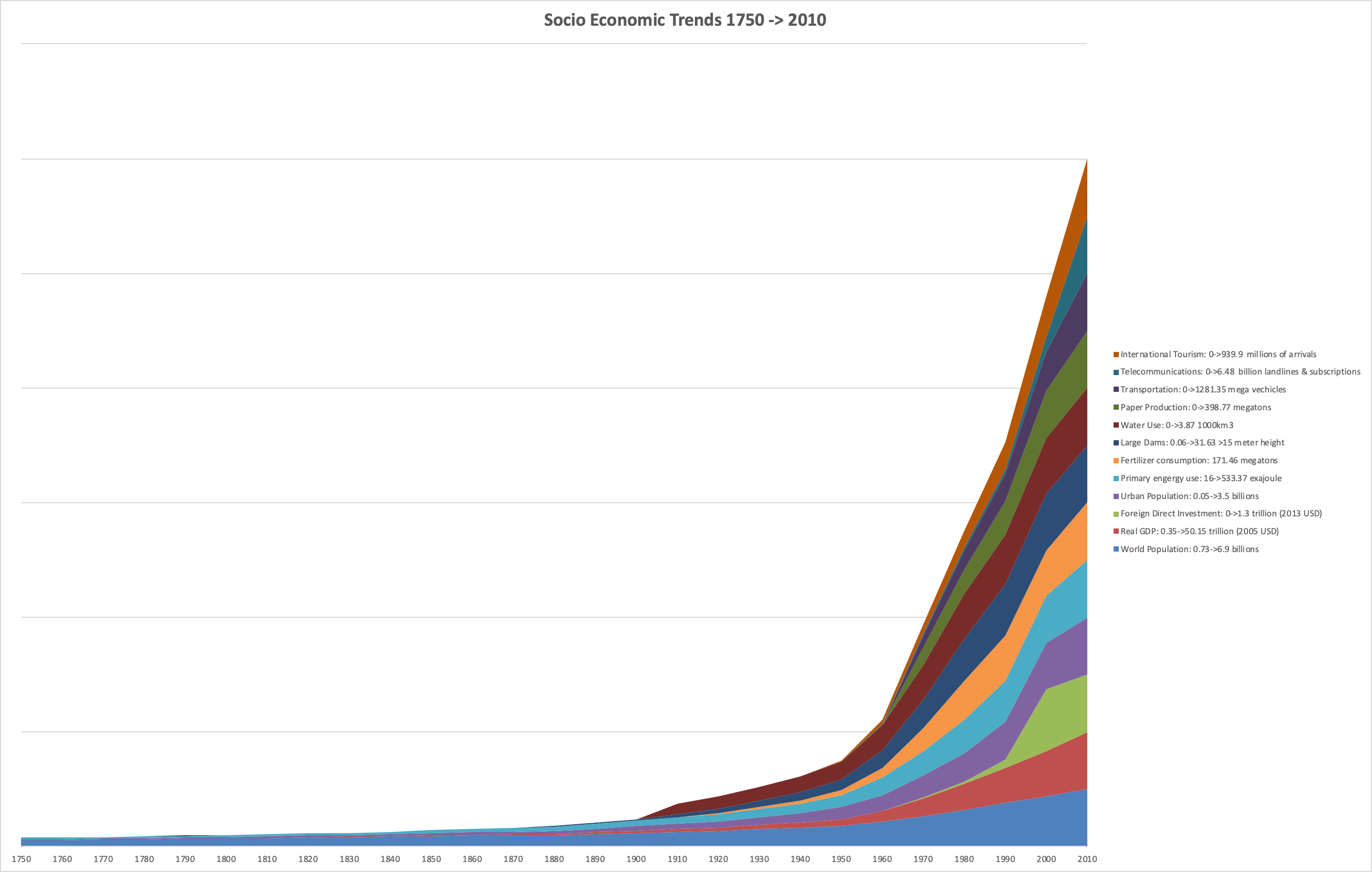
طبقه‌بندی روندهای اجتماعی و اقتصادی شتاب بزرگ آنتروپوسن از ۱۷۵۰ تا ۲۰۱۰. داده‌های نشان داده‌شده به شکل نمودار گرافیکی برای مقدار ۲۰۱۰ هر زیررده مقیاس‌بندی می‌شوند. داده‌های منبع از برنامه بین‌المللی ژئوسفر-بیوسفر www.igbp.net است.

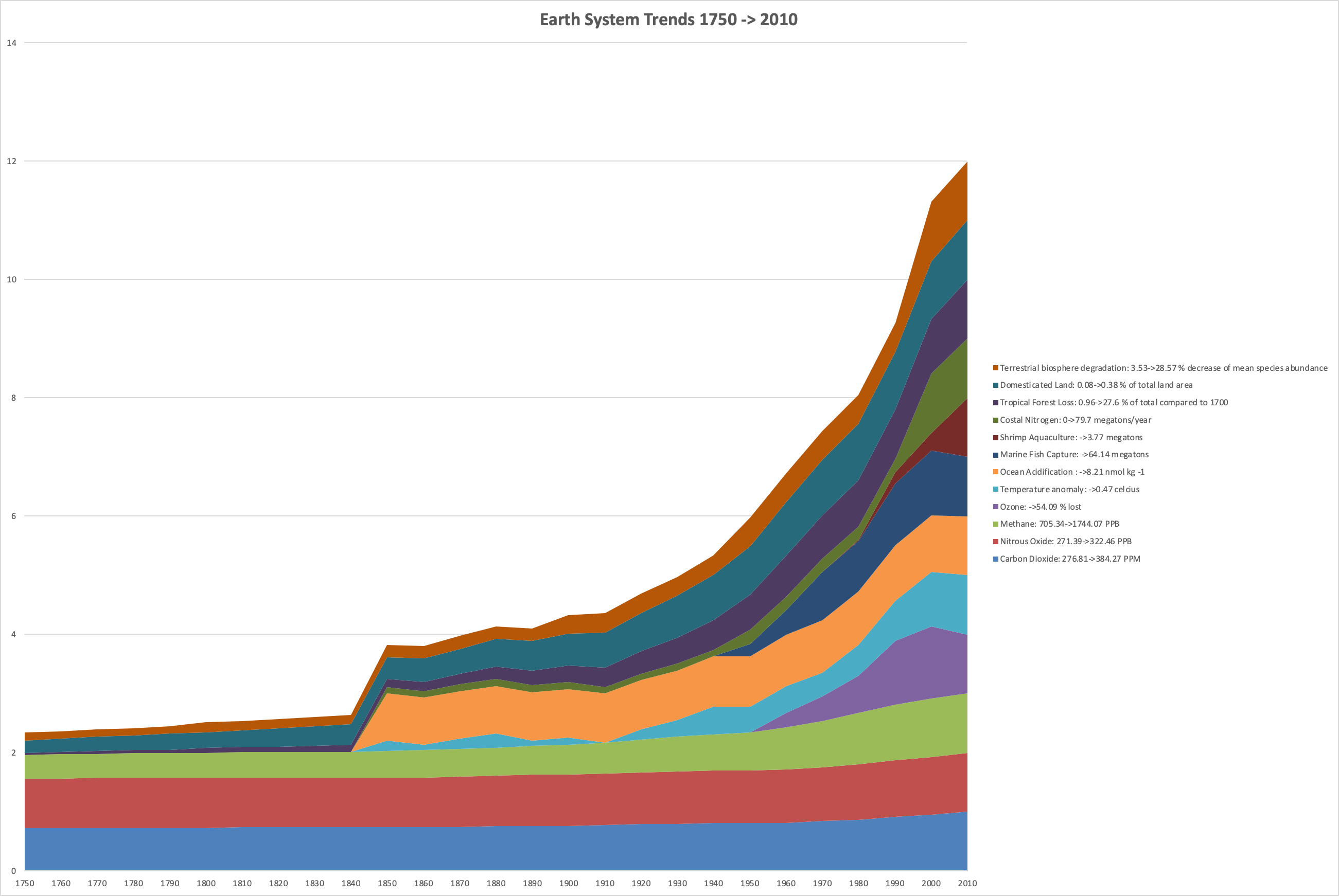
طبقه‌بندی روندهای سیستم زمین از شتاب بزرگ آنتروپوسن از ۱۷۵۰ تا ۲۰۱۰. داده‌های نمایش داده‌شده به صورت گرافیکی برای مقدار ۲۰۱۰ هر زیررده مقیاس‌بندی می‌شوند. داده‌های منبع از برنامه بین‌المللی ژئوسفر-بیوسفر www.igbp.net است.

شتاب بزرگ (به انگلیسی: Great Acceleration)، افزایش چشمگیر، پیوسته و تقریباً همزمان در نرخ افزایش در طیف وسیعی از اقدامات انسانی است که نخستین بار در اواسط قرن بیستم ثبت شد و تا به امروز ادامه دارد. در مفهوم دوره پیشنهادی آنتروپوسن، این اقدامات به‌طور خاص مربوط به تأثیر انسان بر زمین‌شناسی کرهٔ زمین و اکوسیستم‌های آن است. در این مفهوم، شتاب بزرگ را می‌توان به‌صورت گوناگون به‌عنوان تنها دورهٔ تا به امروز، یکی از بسیاری از دوران‌های زمین‌شناسی - بسته به نقطه و برش زمانی آغاز پیشنهادی دوره - یا یک ویژگی تعیین‌کننده دوران که بنابراین یک عصر نیست، و همچنین طبقه‌بندی‌های دیگر طبقه‌بندی کرد.
تاریخ‌نگار محیط زیست جی آر مک نیل استدلال کرده‌است که شتاب بزرگ مربوط به عصر کنونی است و قرار است در آینده نزدیک متوقف شود. که قبلاً هرگز اتفاق نیفتاده است و هرگز تکرار نخواهد شد. با این حال، تیم ویل استفن، دانشمند گرمایش جهانی و تغییر آب و هوا و شیمیدان، شواهد برای تأیید یا رد چنین ادعایی را غیرقطعی یافته‌اند.

### روندهای اجتماعی و اقتصادی
1. جمعیت
2. تولید ناخالص داخلی واقعی
3. سرمایه‌گذاری مستقیم خارجی
4. جمعیت شهری
5. مصرف انرژی اولیه
6. مصرف کود
7. سدهای بزرگ
8. مصرف آب
9. تولید کاغذ
10. حمل و نقل
11. مخابرات
12. گردشگری بین‌المللی
13. فناوری

### روندهای زمین
1. دی‌اکسید کربن
2. اکسید نیتروژن
3. متان
4. ازن استراتوسفر
5. دمای سطح
6. اسیدی شدن اقیانوس
7. صید ماهی‌های دریایی
8. آبزی‌پروری میگو
9. نیتروژن به منطقه ساحلی
10. از دست دادن جنگل‌های گرمسیری
11. زمین اهلی‌شده
12. دگرگونی بیوسفر زمین